# Yotha Football Club
Maillots
Le Yothatikan Football Club (en lao : ໂຍທາ ສະໂມສອນບານເຕະ), plus couramment abrégé en Yotha FC, est un ancien club laotien de football fondé en 1997 et disparu en 2015, et basé à Vientiane, la capitale du pays.
L'équipe a représenté plusieurs ministères d'État au cours de son histoire.

## Histoire
Fondé à Vientiane en 1997 sous le nom de Ministry of Communication, Transportation, Post and Construction FC, il compte quatre titre de champion à son palmarès, remportés en 2002, 2003, 2004 et 2011 et deux Prime Minister's Cup.
En 2008, le club change de nom et devient le Ministry of Public Works and Transport FC, abrégé en MPWT FC. Il prend son nom actuel en 2012.
L'international Khampheng Sayavutthi (pour la seule saison 2010) a porté les couleurs du club dans le passé. 
Le Yotha FC joue ses rencontres au Stade national du Laos situé à Vientiane.
Le club disparaît en 2015.

## Palmarès
| Compétitions nationales                                             | Compétitions amicales                                    |
| ------------------------------------------------------------------- | -------------------------------------------------------- |
| - Championnat du Laos (4) : - Vainqueur : 2002, 2003, 2004 et 2011. | - Prime Minister's Cup (2) : - Vainqueur : 2003 et 2007. |

## Entraîneurs du club
- Bounlap Khenkitisak (1997–2009)
- Somsack Keodara (2010-?)